# Organisation commune africaine et malgache
 (avril 2023).
L'Organisation commune africaine et malgache est une organisation intergouvernementale regroupant des États africains principalement francophones et ayant pour but la coopération économique, culturelle et sociale entre ses membres.
Créée à Nouakchott en février 1965 par transformation de l’Union africaine et malgache de coopération économique (UAMCE, ex-UAM créée en septembre 1961) en Organisation commune africaine et malgache (OCAM), elle devient Organisation commune africaine, malgache et mauricienne (OCAMM) avant de redevenir OCAM en 1973 après le retrait de Madagascar. Elle cesse ses activités en 1985. Le siège de sa représentation à Bruxelles existe toujours, rue de la Loi.

## Histoire
La création de l'Union africaine et malgache (UAM) en septembre 1961, a comme objectif officiel de favoriser l'harmonie entre les Etats, la lutte contre le "sous-développement" et la coopération culturelle. Mais le but officieux est de fonder une alliance entre les ex-colonies françaises pour "lutter efficacement contre les projets panafricanistes des leaders progressistes, notamment Kwame Nkrumah, Sékou Touré, Modibo Keita et Nasser". Dans son discours devant le Conseil supérieur du Pacte de défense de l'UAM, le 29 août 1962, Amadou Ahidjo insiste sur l'aide militaire que les pays de l'alliance peuvent s'apporter mutuellement pour lutter contre les "éléments subversifs" intérieurs. Mais cette alliance contre-subversive tombe rapidement dans l'oubli en raison des désaccords entre les Etats membres ainsi que la création de l'Organisation de l'Unité Africaine (OUA) en 1963. L'UAM disparaît rapidement et est réduite en une instance de coopération économique, technique et culturelle rebaptisée Organisation commune africaine et malgache (OCAM).  
L'accession à l'indépendance s'accompagne d'une rupture des liens économiques et d'un isolement géographique qui nuisent au développement des jeunes pays africains. Dans ce contexte, des dirigeants tentent de recréer une certaine unité pour s'assurer un appui mutuel. Après le morcellement, conséquence de la décolonisation, on assiste à une prolifération d'organismes de coopération. Certains projets échouent, mais d'autres réussissent, comme la conférence des États africains indépendants ainsi que le Pan-African Freedom Movement of Eastern, Central and Southern Africa, ou encore l'Union des États africains. C'est dans cet élan que l'on adopte la charte de Casablanca mettant sur pied l'UAM. Elle reflète la détermination d'anciennes colonies françaises, qui ont pris part à une rencontre à Brazzaville en décembre 1960, à se regrouper pour faire contrepoids au mouvement panafricain provenant des anciennes colonies anglaises, notamment le Ghana de Kwame Nkrumah. Cette union met aussi en évidence les divisions entre l'Afrique noire francophone, l'Afrique noire anglophone, l'Afrique lusophone ou le bloc arabe, chacun proposant son modèle d'union et d'intégration. Même les pays francophones restent divisés, certains souhaitant une union politique immédiate sur la base d'une intégration économique et culturelle, alors que d'autres préconisent une approche plus graduelle. À l'origine, 12 pays forment l'UAM. En 1962, l'ancien Congo belge, le Rwanda et le Togo se joignent au groupe. Des institutions communes -l'Organisation africaine et malgache de coopération économique, l'Union africaine et malgache de défense- sont établies par les pays membres qui acceptent également de participer aux travaux qui donneront naissance à l'Organisation des États africains en 1963.